# Barcelona 1714 (pel·lícula)
Barcelona 1714 és una pel·lícula catalana de 2019 escrita i dirigida per la cineasta Anna Maria Bofarull, basada en el setge de Barcelona (1713-1714). És una història èpica amb el rerefons del llarg setge i l'assalt final de l'11 de setembre del 1714.
La pel·lícula s'ha rodat utilitzant una mescla entre imatges reals rodades, fotografies i espais en 3D, unes tècniques que no s'han utilitzat anteriorment en cap altre projecte cinematogràfic català.

## Argument
Barcelona 1714 és la història de l'Agnès, una noia que intenta sobreviure en una ciutat en guerra. Amb la vitalitat de la seva joventut, l'Agnès aspira a viure, a fugir de la ciutat, fet que no pot entendre en Jan, jove oficial dedicat en cos i ànima a la defensa de la seva pàtria. Després de molts rencontres, decepcions i dures experiències, l'Agnès haurà de prendre una decisió vital: pujar al darrer vaixell que sortirà de la ciutat o quedar-se a lluitar fins al darrer moment, al costat de la seva gent.
És una història d'amor, intriga i acció enmig d'una Barcelona que porta més d'un any assetjada. L'Agnès serà la protagonista d'aquesta pel·lícula de ficció. En la seva lluita diària per a poder sobreviure, quan ja s'estan esgotant tots els recursos i sembla que la ciutat no podrà aguantar gaire més, haurà d'aprendre a reconèixer aquells que la poden ajudar.

## Producció
Per la producció d'aquesta pel·lícula s'utilitzà el micromecenatge.
El rodatge de la pel·lícula va començar l'agost de 2013 i s'allargà fins l'abril de 2014. La major part del film es rodà en uns estudis de croma a Valls (Alt Camp), tot i que també es filmaren algunes escenes en espais reals d'altres localitats de la comarca, com Bràfim o Santes Creus, i al safareig de la Reguereta de Balaguer (Noguera). El rodatge també va comptar amb la participació de més de 1.000 extres, inclosos els membres d'associacions de recreació històrica com Miquelets de Catalunya.
Després de sis anys, quatre dels quals dedicats a tasques de postproducció, finalment s'estrenà el 8 de juny del 2019 obrint el Festival Internacional de Cinema en Català, de Roda de Berà. La primera projecció en sales seria el 20 de setembre del mateix any, precedida d'una "preestrena" el 17.

## Repartiment
- Bernat Quintana com a Jan, el protagonista masculí, un jove oficial català al servei del general Villarroel. Entregat en cos i ànima a la defensa de la ciutat, així com de les constitucions i drets catalans, en Jan viurà amb molta intensitat el setge del 1714, disposat a lluitar fins al darrer moment.[12]
- Alba Brunet com a Agnès, la protagonista femenina, una noia que intenta sobreviure en una ciutat en guerra. Amb la vitalitat de la seva joventut, l'Agnès aspira a viure, a fugir de la ciutat, fet que no pot entendre en Jan.[13]
- Cristina Pacareu com a Queralt, una jove supervivent d'un dels brutals bombardejos que va patir la capital catalana durant el setge de les tropes borbòniques. És una noia tímida, però les circumstàncies l'han obligat a aprendre a sobreviure.[14]
- Àlex Casanovas com a Josep Maria, un taverner veterà de la Guerra dels Segadors i pare de l'Agnès.[15]
- Mikel Iglesias com a Arnau, un jove soldat català ferit a la batalla del Baluard de Santa Clara, un terrible atac que va patir la ciutat de Barcelona per part de les tropes borbòniques l'agost del 1714.[16]
- Mercè Rovira com a Úrsula, una dona amb una llarga experiència vital, una supervivent nata. La protagonista, l'Agnès, compartirà amb ella moltes aventures, en el seu intent per sobreviure enmig de la ciutat assetjada.[17]
- Juanjo Puigcorbé com a Bastiaan Van Kroeg, un comerciant holandès d'aiguardent.[18]
- Toni Albà com a soldat català.[19]
- Èric Alés fa el paper de Blai i Roger Dalmases interpreta a Jofre, els cosins de l'Agnès.[20]
- Ferran Carvajal com a jove capellà.[21]
- Francesc Garrido com a pare Mateu, és descrit com un religiós de mirada inquietant.[22]
- Miquel Sitjar com a Maurice, un soldat francès que s'ha passat al bàndol català i es creua en la vida de l'Agnès.[23]
- Fermí Fernàndez com a tinent Roig de l'exèrcit de Catalunya.[24]
- Txe Arana com a alcavota.[25]
- Jaume Montané com a oficial borbònic.[26]

A més, Lluís Gavaldà, cantant del grup Els Pets, i Joan Fortuny, de la Companyia Elèctrica Dharma, van participar com a actors d'aquest film.